# Голики (Польща)
Голики (пол. Holiki) — село в Польщі, у гміні Сідра Сокульського повіту Підляського воєводства.
Населення — 97 осіб (2011).
У 1975-1998 роках село належало до Білостоцького воєводства.

## Демографія
Демографічна структура станом на 31 березня 2011 року:
|          | Загалом | Допрацездатний вік | Працездатний вік | Постпрацездатний вік |
| -------- | ------- | ------------------ | ---------------- | -------------------- |
| Чоловіки | 37      | 6                  | 27               | 4                    |
| Жінки    | 60      | 9                  | 33               | 18                   |
| Разом    | 97      | 15                 | 60               | 22                   |